# Каган-бек
Каган-бек — один из титулов, который носили поздние хазарские цари. Представляет собой соединение двух элементов: «каган» — высший титул суверена в тюркской иерархии и «бек» — знатный титул, по некоторым данным второй после кагана в военной области. Выше каган-бека находился номинальный правитель Хазарии просто каган или Большой каган. У каган-бека имелся заместитель — кундур-хакан.
Форма встречается у Ибн Фадлана (922) и является одним из оригинальных его сообщений. Практика сосуществования старшего и младшего каганов известна в Тюркских каганатах. В хазарских условиях она означала последний этап эры двоевластия, на котором узурпировавшие власть беки из династии Буланидов поднялись на последнюю символическую ступеньку рядом с более древним кланом каганов. Некоторые исследователи ретроспективно полагают, что в последние годы перед потерей Хазарией независимости произошло окончательное слияние двух постов, поскольку в ряде источников этого времени (Русская летопись, письмо Иосифа, Худуд ал-Алам) упоминания о двоевластии отсутствуют. 